# Philoscia formosa
Philoscia formosa là một loài chân đều trong họ Philosciidae. Loài này được Mulaik miêu tả khoa học năm 1960.